# Campeonato de División Intermedia 1914 de la FAF (Argentina)
El Campeonato de División Intermedia 1914 fue el cuarto torneo de División Intermedia, que constituyó la decimosexta temporada de la segunda división de Argentina en la era amateur. Fue el tercero y último organizado por la Federación Argentina de Football.
El certamen contó con trece nuevos participantes: Defensores de Belgrano, Burzaco, Carapachay, Federal, Peñarol Argentino, Porteños Unidos, Sol Argentino, Suizo y Universitarios, ascendidos de Segunda División; All Boys, Alumni, Atlas e Independencia, debutantes.
El torneo coronó campeón por primera vez a Defensores de Belgrano, que ascendió por primera vez en su historia a Primera División, tras vencer por 4 a 1 en la final a Burzaco.

## Ascensos y descensos
| Pos | Ascendido a Primera División 1914 |
| --- | --------------------------------- |
| 1.º | Floresta                          |

| Pos | Ascendidos de Segunda División 1913 |
| --- | ----------------------------------- |
| s/d | Defensores de Belgrano              |
| s/d | Burzaco                             |
| s/d | Carapachay                          |
| s/d | Federal                             |
| s/d | Peñarol Argentino                   |
| s/d | Porteños Unidos                     |
| s/d | Sol Argentino                       |
| s/d | Suizo                               |
| s/d | Universitarios                      |

| Afiliados     |
| ------------- |
| All Boys      |
| Alumni (O)    |
| Atlas         |
| Independencia |

| Descendidos de Primera División 1913 |
| ------------------------------------ |
| No hubo                              |

| Desafiliados        |
| ------------------- |
| Honor y Patria      |
| Instituto Americano |
| Martínez            |

El número de equipos aumentó a 20.

## Sistema de disputa
Los participantes se dividieron en dos grupos de diez equipos cada uno. En cada uno se enfrentaron bajo el sistema de todos contra todos a dos ruedas. El mejor posicionado de cada grupo clasificó a la final.

### Ascenso
Los finalistas se enfrenaron entre sí a partido único en campo de juego neutral. El ganador se consagró campeón y obtuvo el único ascenso.

## Grupo 1

### Tabla de posiciones
| Pos. | Equipo                 | Pts. | J  | G  | E | P  |
| ---- | ---------------------- | ---- | -- | -- | - | -- |
| 1.°  | Defensores de Belgrano | 27   | 14 | 13 | 1 | 0  |
| 2.°  | All Boys               | 27   | 16 | 12 | 3 | 1  |
| 3.°  | Argentinos Juniors     | 19   | 13 | 9  | 1 | 3  |
| 4.°  | Atlas                  | 15   | 14 | 7  | 1 | 6  |
| 5.°  | Carapachay             | 14   | 14 | 6  | 2 | 6  |
| 6.°  | Vélez Sarsfield        | 12   | 14 | 5  | 2 | 7  |
| 7.°  | Peñarol Argentino      | 9    | 13 | 4  | 1 | 8  |
| 8.°  | Alumni (O)             | 6    | 13 | 3  | 0 | 10 |
| 9.°  | Argentino (N)          | 6    | 14 | 2  | 2 | 10 |
| 10.° | Federal                | 5    | 15 | 1  | 3 | 11 |

|  | Clasificado a la final. |

## Grupo 2

### Tabla de posiciones
| Pos. | Equipo                   | Pts. | J  | G  | E | P |
| ---- | ------------------------ | ---- | -- | -- | - | - |
| 1.°  | Burzaco                  | 22   | 12 | 10 | 2 | 0 |
| 2.°  | General Belgrano         | 22   | 13 | 11 | 0 | 2 |
| 3.°  | Independencia            | 21   | 13 | 9  | 3 | 1 |
| 4.°  | Universitarios           | 13   | 16 | 6  | 1 | 9 |
| 5.°  | Suizo                    | 11   | 16 | 4  | 3 | 9 |
| 6.°  | Porteños Unidos          | 8    | 12 | 4  | 0 | 8 |
| 7.°  | Lanús United             | 7    | 9  | 3  | 1 | 5 |
| 8.°  | Argentinos de Avellaneda | 7    | 13 | 3  | 1 | 9 |
| 9.°  | Gimnasia y Esgrima (B)   | 5    | 12 | 2  | 1 | 9 |
| —    | Sol Argentino            | —    | —  | —  | — | — |

|  | Clasificado a la final. |

## Final
| 29 de noviembre de 1914 | Defensores de Belgrano                   | 4:1 (1:1) | Burzaco     | Estadio de Gimnasia y Esgrima, Buenos Aires |  |
|                         | Fourcade 44' · Luna 57' · Rosell ?' (70) |           | 6' Hasperue |                                             |  |

|                                            |
|                                            |
| Campeón Defensores de Belgrano 1.er título |